# Dragoljub Janošević
Dragoljub Janošević (serbisch-kyrillisch Драгољуб Јаношевић; * 8. Juli 1923 in Belgrad; † 20. Mai 1993) war ein jugoslawischer Großmeister im Schach.

## Karriere
Im Jahre 1948 spielte Dragoljub Janošević erstmals bei der jugoslawischen Landesmeisterschaft; insgesamt kam er im Laufe seiner Karriere auf 18 Teilnahmen. Auf internationalen Turnieren der 1950er und 60er Jahre errang er Siege gegen Größen wie Michail Botwinnik, Michail Tal, Tigran Petrosjan, Bobby Fischer und Bent Larsen. Dennoch spielte Janošević, der von Beruf Sportjournalist war, nicht konstant genug, um in die absolute Weltspitze vorzustoßen. Im Jahre 1964 wurde er Internationaler Meister und errang den Großmeistertitel ein Jahr später, nachdem er bei einem gut besetzten Turnier in Budapest 1965 den fünften Platz belegt hatte.
Er galt als einer der besten Blitzschach-Spieler Belgrads und war auch für seine Blindsimultan-Vorstellungen bekannt, bei denen er bis zu 20 Partien gleichzeitig spielte.
Janoševićs letzte Elo-Zahl betrug 2275, seine höchste Elo-Zahl von 2465 hatte er im Mai 1974 und Januar 1975. Vor Einführung der Elo-Zahlen war seine beste historische Elo-Zahl 2589 im März 1954, damit lag er auf Platz 58 der Weltrangliste.

## Erfolge in Turnieren und Wettkämpfen
- 1958 Unentschieden in einem Zwei-Partien-Wettkampf gegen Bobby Fischer (beide Partien endeten remis).
- 1966 2. Platz in Harrachov hinter Semjon Furman
- 1967 14. Platz in Skopje, dort Sieg gegen den späteren Turniersieger Fischer
- 1969 Turniersieg in Vršac
- 1974 2.–3. Platz in Madonna di Campiglio hinter Gyula Sax

## Erwähnenswertes
Janošević ist einer von nur drei Spielern, die gegen Bobby Fischer mehrere Partien spielten und eine positive Bilanz hatten. Die beiden anderen sind Efim Geller und Michail Tal.